# カナダの国章
カナダの国章（カナダのこくしょう The Royal Coat of Arms of Canada）は、1921年11月21日にカナダで正式に公認され、1957年と1994年に修正が加えられたカナダ国王の紋章であり、またすなわち国としてのカナダの紋章である。植民地時代以来のイギリスとの歴史的関係により、イギリスの国章に則し、イギリスの独自部分を削除しカナダ的な要素を加え制定された。正式名称は「the Arms of His/Her Majesty in Right of Canada」（カナダ統治者国王陛下の章）とされる。

## デザイン
カナダの国章は、他のイギリス連邦諸国と同様、イギリスの紋章の伝統に則したデザインになっている。
イギリスの国旗を掲げたライオンと、ブルボン朝のフランス王旗を掲げたユニコーンが盾を支えている。盾の上にもライオンが描かれ、カナダを象徴するサトウカエデの葉を持っている。盾の下部にもカエデの葉は描かれている。
盾の中の紋章は左上が3頭のライオンで、リチャード1世の頃からのイングランドの国章。右上が2重枠に入った赤いライオンでウィリアム1世獅子王の頃からスコットランドの国章。左下が金のハープのアイルランドの国章、右下がフルール・ド・リスでフランス王家の紋章である。その下にはカナダを象徴するサトウカエデの葉が置かれている。この葉は以前は緑色であったが1957年に赤に変更された。この盾のデザインは1921年から1965年まで使用されたレッド・エンサインの旧国旗にも見られた。このデザイン要素はカナダ国王旗（王旗）にも使用されている。

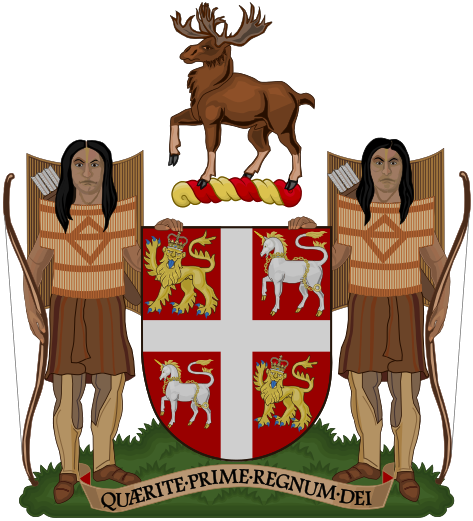
ニューファンドランドの紋章
1868年の小紋章
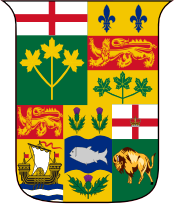
1870年の小紋章
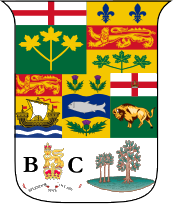
1873年の小紋章
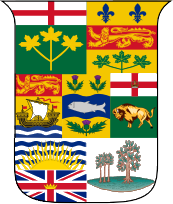
1896年の小紋章
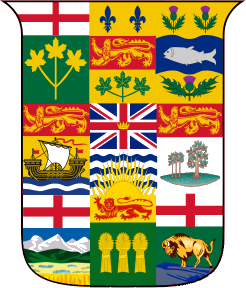
1907年の小紋章
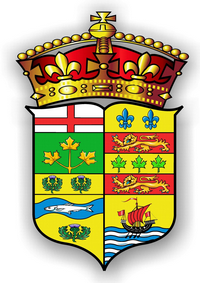
1905年–1921年の小紋章
1921年–1957年の大紋章
1921年–1957年の小紋章
1957年–1994年の大紋章
1957年–1994年の小紋章

### なぜフランス王旗が描かれているか
カナダの国章に、フランス王家の紋章が描かれている理由にはいくつかの説がある。
- 過去に、フランスの植民地だったことがあるため。
- 過去に、カナダ先住民とフランスが仲が良かったため。
- カナダの名付け親がフランスの探検家であったため。
- 英仏戦争が終結し、おたがいが友好関係となったことを記念した。